# Landschaftsschutzgebiet Bruchbach

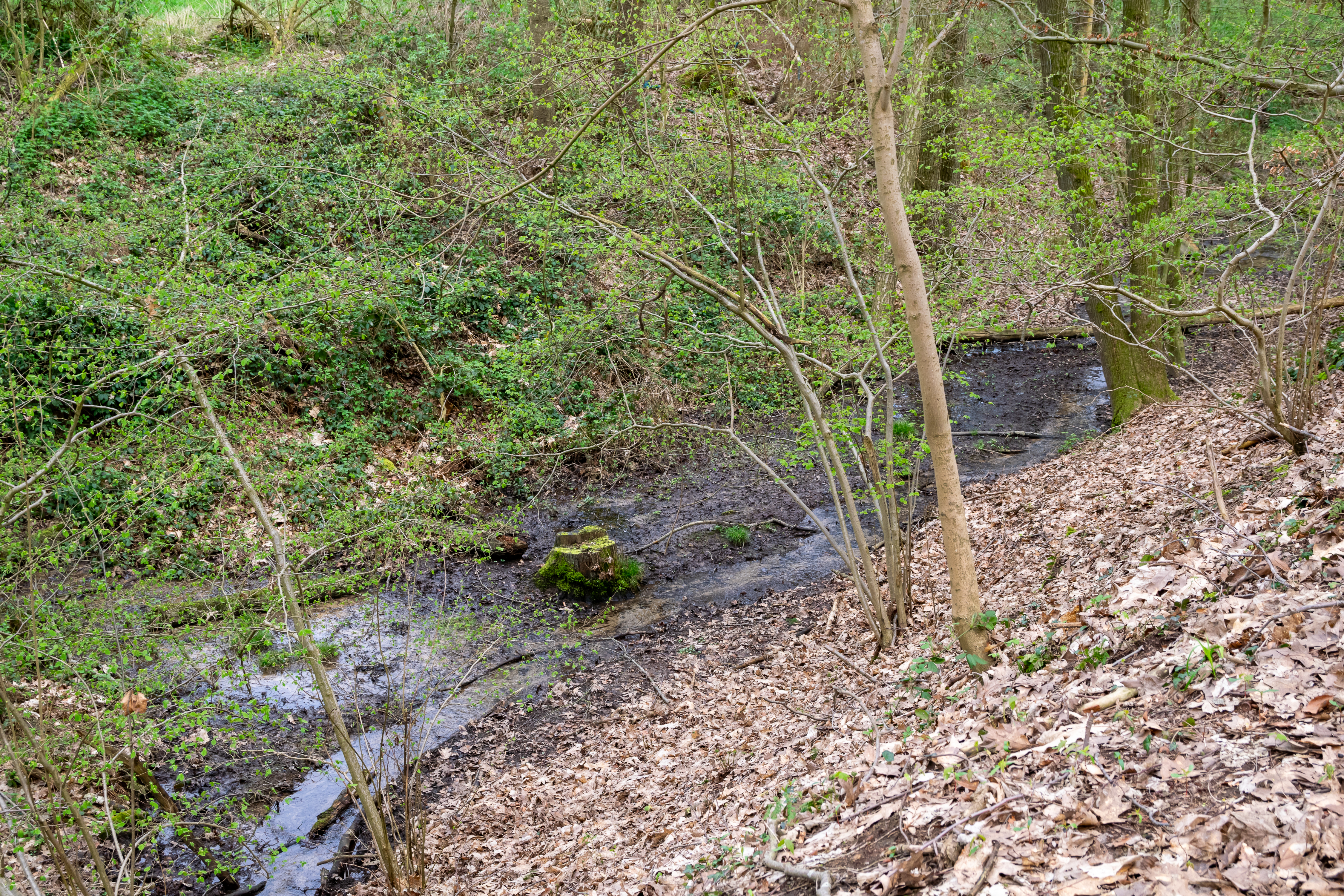
Bruchbach

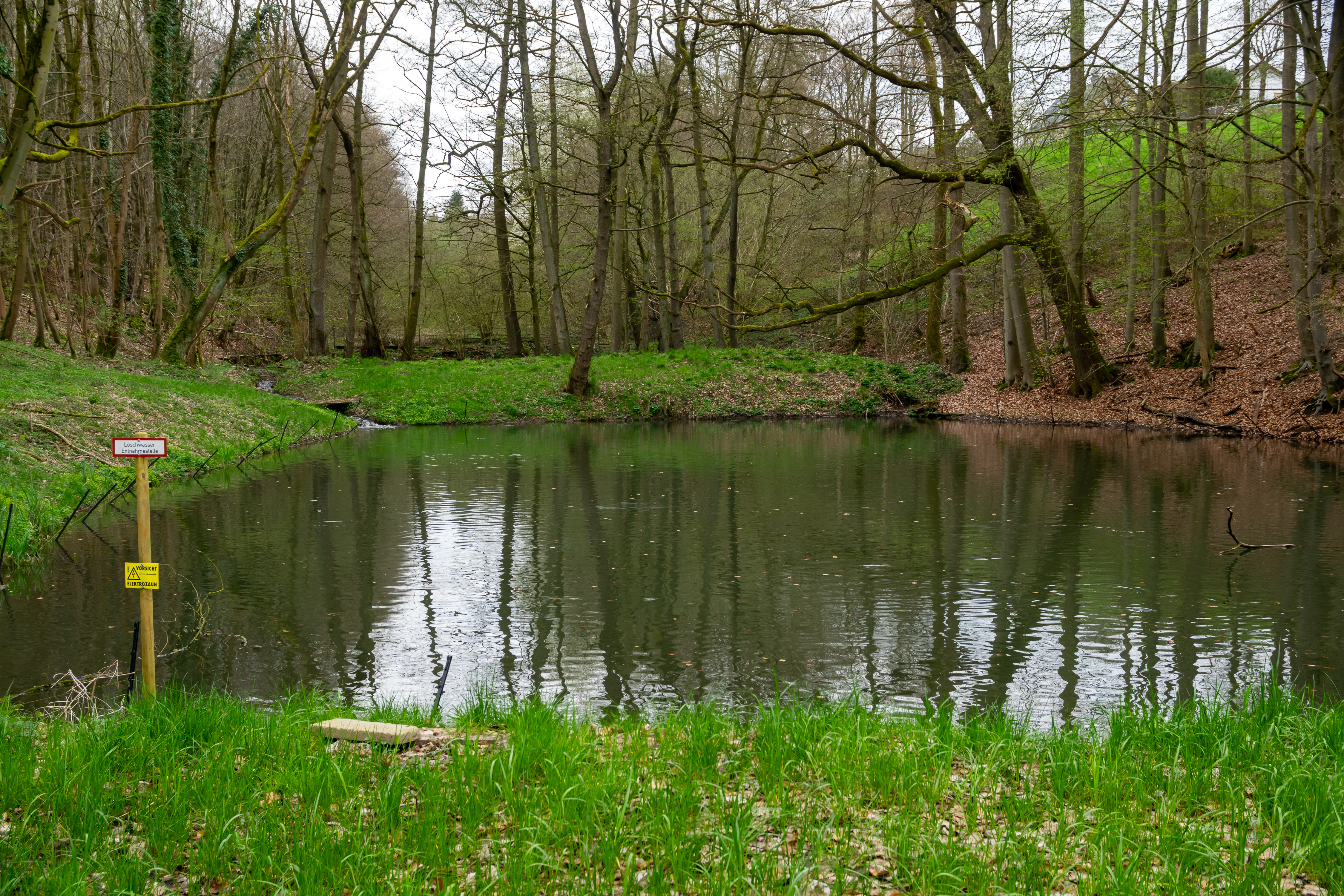
Teich im LSG

Das Landschaftsschutzgebiet Bruchbach mit 17 ha Flächengröße liegt nördlich und nordwestlich von Wiembeck im Stadtgebiet von Lemgo. Es wurde 2009 mit dem Landschaftsplan Lemgo durch den Kreistag des Kreises Lippe als Landschaftsschutzgebiet (LSG) ausgewiesen. Teilweise grenzt die Bebauung von Wiembeck und Hoflagen direkt an das Schutzgebiet.   

## Beschreibung
Das LSG umfasst den 1,2 km langen Bachlauf des Bruchbaches, einen Zulauf der Passade, und den 500 m langen Bachlauf des Solsiekbaches. Die Quelle des Bruchbaches entspringt im Funkenbruch innerhalb des LSG in einem Mischwald. Nur kurz nach der Quelle liegt auch Grünland im Schutzgebiet. Zahlreiche zum Teil intensiv genutzte Teichanlagen liegen an den Bachläufen und beeinträchtigen das überwiegend naturnahe Landschaftsschutzgebiet.

## Schutzzwecke für das LSG
Laut Landschaftsplan erfolgte die Ausweisung des LSG
- „zur Erhaltung und Wiederherstellung der Leistungsfähigkeit des Naturhaushaltes in ökologisch besonders wertvoll strukturierten Bereichen mit Wasser-, Klima- und Biotopschutzfunktionen,“
- „zur Erhaltung und Wiederherstellung von Quellbereichen und naturnahen Fließgewässern, Wald- und Grünlandbereichen unterschiedlicher Feuchtestufen, Feldgehölzen, Hecken und Obstwiesen,“
- „zur Erhaltung morphologisch ausgeprägter Bereiche zur Sicherung der landschaftlichen Eigenart und Vielfalt für die Erholung,“
- „zur Erhaltung wertvoller Biotopkomplexe aus Wald-Grünlandbereichen, Fließgewässern und Quellen sowie Biotopen nach § 62 LG mit wichtigen Refugial-, Puffer-, Trittstein- und Vernetzungsfunktionen,“
- „zur Erhaltung und Wiederherstellung wichtiger Rückzugsräume für die bedrohte Tier- und Pflanzenwelt,“
- „zur Sicherung der das Orts- und Landschaftsbild gliedernden und belebenden und die dörflichen Siedlungsstrukturen prägenden Freiraumelemente.“[1]

## Rechtliche Vorschriften
Im Landschaftsschutzgebiet ist unter anderem das Errichten von Bauten und Fischteichen verboten. Grün- und Brachland darf nicht in eine andere Nutzungsart umgewandelt oder umgebrochen werden.